# 臨済義玄
臨済義玄（りんざい ぎげん）は、中国の唐代の禅僧。諡は慧照禅師。俗姓は邢。曹州南華県（山東省菏沢市東明県）の出身。臨済宗の開祖。
彼の言行は弟子の三聖慧然によって『臨済録』としてまとめられ、「語録の王」とも称された。

## 生涯

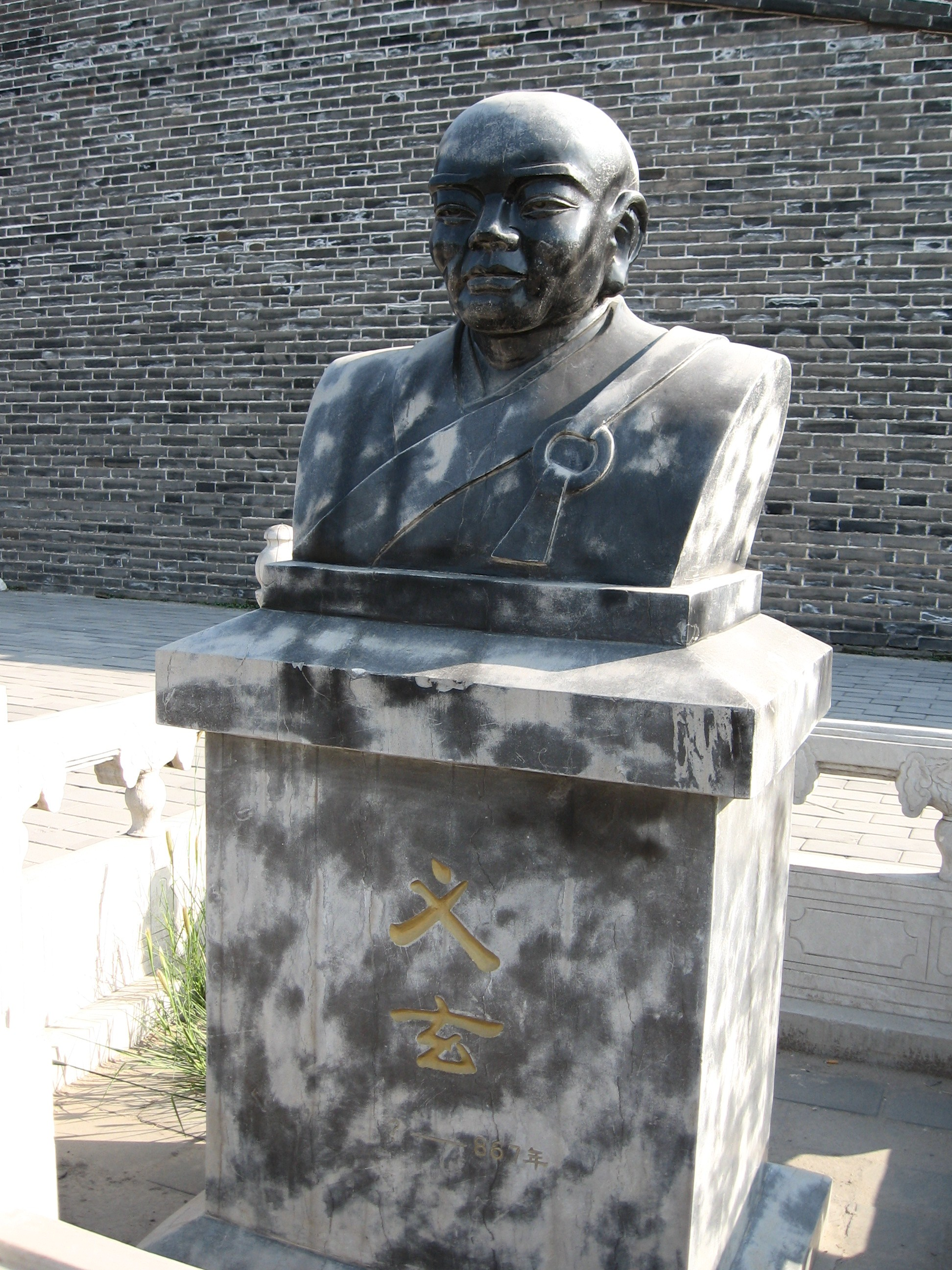
中国河北省正定県南城門内の臨濟義玄像

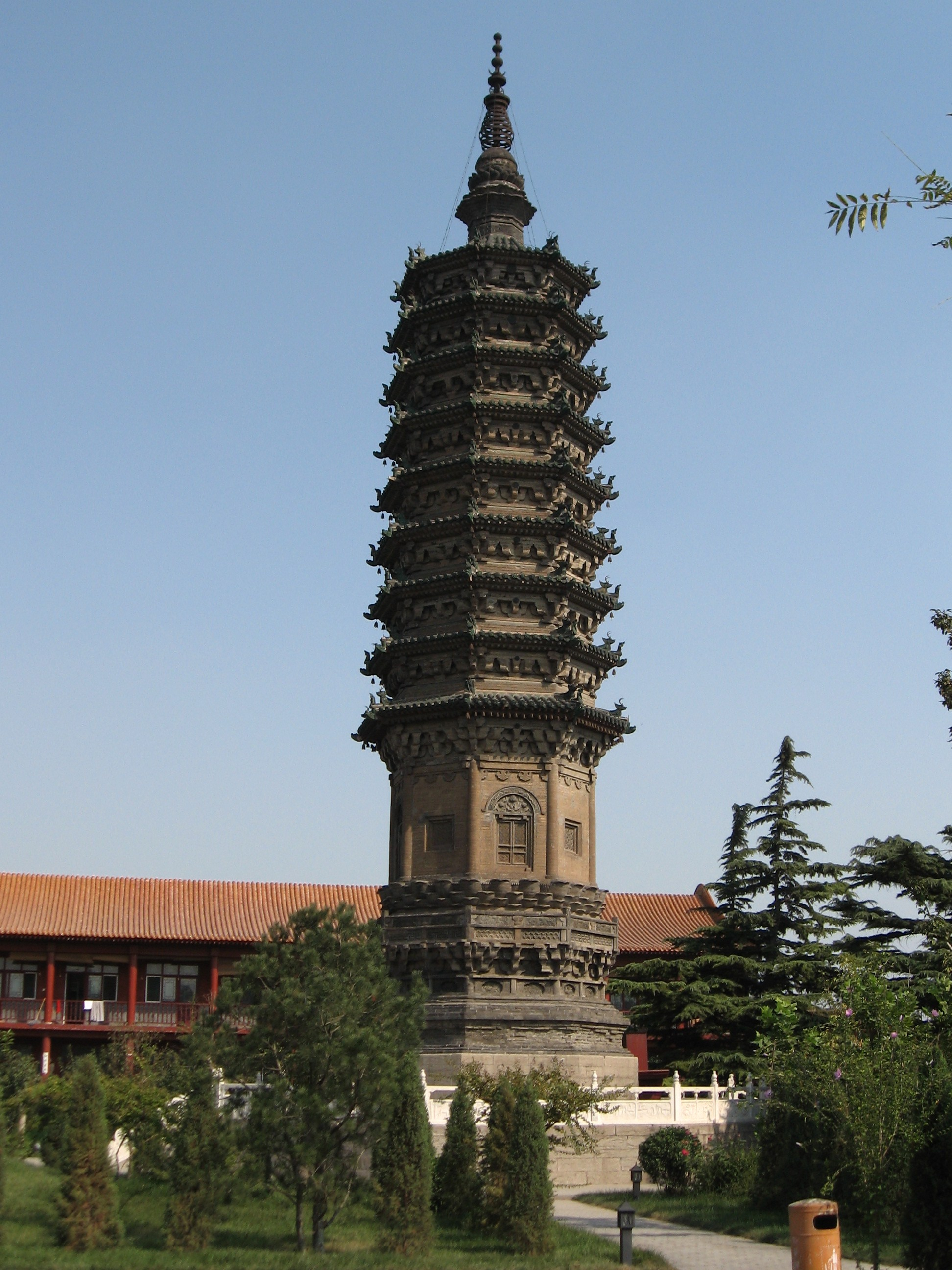
中国河北省石家荘市正定県にある臨済寺の仏塔。臨済義玄はここで臨済宗を開いた。

二十歳の時に出家し、義玄と名乗る。当初は熱心に仏教学者の講義に出席して 戒律や経論を学ぶも満ち足りず、これら経典の勉強を「済世の医方」（世渡りの道具）に過ぎないものと知るに至り、禅宗へ転向して黄檗希運に師事し、いわゆる黄檗三打の機縁で大悟した。

### 黄檗三打
臨済は大悟する以前、ひたすら坐禅の修行に励む日々を送っていた。
三年ほど経ったある日、首座の和尚（一番上の弟子）に「黄檗老師に参禅して教えを受けたことがあるか」と尋ねられた。臨済は「何をたずねたらよいかわかりませんので、参禅したこともありません」と答えると、首座和尚は「どうして老師のところに行って、仏法の限界はどういうものかとたずねないのか」といい、臨済はいわれるままに黄檗のところに参禅したのだが、その質問も終らぬうちに黄檗の三十棒を喰らってしまった。首座が「どうだった」とたずねたので、臨済が今の出来事をありのまま報告すると、首座は「もう一度、同じ質問をして来い」という。このようにして、三度、老師に参禅して三度とも痛棒を喰らった臨済は、もはや自分に禅を探究する資格はなきものと絶望し、黄檗山を下ることを決意して別れの挨拶のため黄檗のもとを訪れると、老師は「他所へ行ってはならぬ。ぜひとも高安の灘に住んで居られる大愚和尚を訪ねるがよかろう」と指示された。
臨済は言われるがまま大愚のもとを訪ね、「いったい私に落ち度があったのでしょうか」と言った。すると大愚は「黄檗は、まるで老婆が孫でも可愛がるようじゃないか。お前のためにくたくたになるまで計らってくれているのに、その上わしのところまでやってきて、落ち度があったかどうかなどと聞くとは何ごとだ」といった。臨済はこの大愚の一言で大悟した。
大悟した臨済は大愚に向かって「なんだ、黄檗の仏法といってもこんなわかりきったことなのか」とうそぶいた。すぐに大愚は臨済を引っつかんで「この寝小便たれ小僧め！たった今、落ち度があったのでしょうか、などと泣きごとを言ったくせに、こんどは黄檗の仏法は端的だなどと言う。いったい何が分かったのだ。さあ言ってみろ！さあ言ってみろ！」と問うた。すると臨済は大愚の脇腹を三発ばかり拳で殴り、本物だと分かった大愚は掴んだ手を突き放し、「そなたの師は黄檗和尚だ。わしの知ったことではない。帰れ！帰れ！」と言った。
臨済は再び黄檗のもとに戻って事の顛末を報告すると、黄檗は「何とかしてあいつに会って、今度一発お見舞いしてやりたいものだ」と言った。すると臨済は「やりたいものだもあるものか。今度といわず、今すぐ喰らえ」と言うや否や黄檗の横面に思い切り平手打ちを喰らわした。殴られた黄檗は臨済の悟りを確信し、大笑して「この気狂いめ！よくもわしに向かって虎のひげを撫でるようなことをしおったな」と言った。
臨済はすかさず一喝した。これに黄檗は心から満足し、「侍者よ、この気狂いを禅堂に連れて行け」と言った。これが黄檗の印可（悟りを証明すること）の言葉だった。

### 大悟以降
その後、臨済は河北の有力軍閥である成徳軍節度使王紹懿（禅録では王常侍）の帰依を受け、真定府の臨済院に住み、興化存奨を初めとする多くの弟子を育て、北地に一大教線を張り、その門流は後に臨済宗と呼ばれるようになった。
その宗風は馬祖道一に始まる洪州宗の禅風を究極まで推し進め、中国禅の頂点を極めた。その家風は「喝」（怒鳴ること）を多用する峻烈な禅風であり、徳山の「棒」とならび称され、その激しさから「臨済将軍」とも喩えられた。
咸通8年（867年）正月10日、臨済は弟子の三聖慧然を枕辺に呼び「私が死んでも正法眼蔵（仏の伝えた尊い教え）を滅ぼしてはならないぞ」と述べ、慧然は「どうして老師の正法眼蔵を滅ぼしたりなどできましょう」と応えた。すると臨済は「では今後、人がお前に尋ねたならどう応えるのか」と問うと、慧然は一喝した。臨済は「わしの正法眼蔵が、この馬鹿坊主のところで滅びてしまうとは、いったい誰が知るであろうか」といい、そのまま端然として遷化されたとされている。

## 語録
語録として『臨済録』が弟子の三聖慧然によってまとめられ、北宋代に印刷されて以降、広く流布し、「語録の王」と称されている。
- お前たちは祖仏に会いたいと思うか。いまわしの面前で説法を聴いているお前たちこそがそれなのだぞ。しかし、修行者がそれを信じきれないが故に、外に向かって求め回るのだ。たとえ得ることが出来たとしても、それは全て文字上のことであり、決して活きた達磨の意ではない[2]。
- 仏に逢うては仏を殺せ。祖に逢うては祖を殺せ。羅漢に逢うては羅漢を殺せ。父母に逢うては父母を殺せ。親類に逢うては親類を殺せ。始めて解脱を得ん。

### 臨済と普化
『臨済録』の「勘弁」編に登場する禅僧の普化（生没年不詳、普化を始祖とする宗派に普化宗がある）は、大悟したはずの臨済の上を行く存在として、重要な役割を演じている（臨済がシテの立場であるとするなら、普化はワキの役どころである）。ただし、その言行には異様なものが多く、風狂僧や神異僧の部類に属する。
- ある日、臨済は普化と共にお斎（法要の食事）に信者の家へ招かれた時、「一本の髪の毛が大海を呑み込み、一粒の芥子の中に須弥山（世界の中心にあるとされる想像上の山）を収めるというが、これは不思議な神通力の働きなのか、それとも、もともと当たり前のことなのかね」と普化に問うた。すると普化はいきなり食卓を蹴倒した。臨済は「なんと荒っぽい奴だ」と言うと、普化は「ここをどこだと思って荒っぽいの穏やかのと言うのか」と言った。その翌日、また臨済は普化と共にお斎に招かれた。臨済は「今日の供養は昨日のと比べてどうかね」と言うと、普化はまた食卓を蹴倒した。臨済は「それでよいにはよいが、何と荒っぽいやつだ」と言うと、普化は「盲め！仏法に荒っぽいの穏やかのがあるものか」と言い、思わず臨済は舌を巻いた。
- ある日、臨済は河陽・木塔の二長老と一緒に僧堂の囲炉裏を囲んで坐っていたとき、「普化は毎日、町の中で気狂いじみたまねをしておるが、いったい凡人なのだろうか、それとも聖人なのだろうか」と噂をしていた。すると、言い終わらぬうちに普化がやってきた。そこで臨済は問うた、「そなたは凡人なのか、それとも聖人なのか」。すると普化は「まずあんたが言ってみなさい。おれは凡夫かそれとも聖者か」と臨済に言った。そこで師は一喝した。すると普化は三人を指をさしながら「河陽は花嫁、木塔はお婆々。臨済はこわっぱながら、いっぱしの目を持った子だ」と言った。臨済は「この悪党め！」と言うと、普化は「悪党！悪党！」と言って出て行った。
- ある日、普化は僧堂の前で生の野菜を食べていた。これを見た臨済は言った、「まるでロバそっくりだな」。すると普化は「メー」と鳴いた。臨済は「この悪党め！」と言うと、普化は「悪党！悪党！」と言うなり、さっと出て行った。
- 普化はいつも街で鈴を鳴らしてこう言っていた、「明で来れば明で始末し、暗で来れば暗で始末する。四方八方から明と暗とが共々やってきたら旋風のように応じ、虚空から来れば釣瓶打ちで片付ける」と。臨済は侍者をやって、普化がこう言っているところをつかまえて「そのどれでもなく来たらどうする」と言わせた。普化は侍者を突き放して言った、「明日は大悲院でお斎にありつけるんだ」。侍者が帰って報告すると、臨済は言った、「わしは以前からあの男は只者ではないと思っていた」。
- 普化はある日、街に行って僧衣を施してくれと人びとに頼んだ。皆がそれを布施したが、普化はどれも受け取らなかった。臨済は執事に命じて棺桶一式を買いととのえさせ、普化が帰ってくると、「わしはお前のために僧衣を作っておいたぞ」と言った。普化はみずからそれをかついで、町々をまわりながら叫んだ、「臨済さんがわしのために僧衣を作ってくれた。わしは東門へ行って遷化するぞ」。町の人が競って後について行くと、普化は言った、「今日はやめた。明日南門へ行って遷化しよう」。こうしたことが三日も続くと、もう誰も信じなくなり、四日目には誰もついて来る者がなかった。そこで普化はひとりで町の外に出て、みずから棺の中に入り、通りがかりの人に頼んで蓋に釘を打たせた。この噂はすぐに広まった。町の人たちが先を争って駆けつけ、棺を開けてみると、なんと普化はもぬけのからであった。ただ空中を遠ざかっていく鈴の音がありありと聞こえるだけであった。

## 伝記
- 『宋高僧伝』巻十二
- 『景徳伝灯録』巻十二

## 関連作品
伝記
- 衣川賢次『臨済』「唐代の禅僧8」臨川書店、2021年。ISBN 4653039984

絵画
- 『臨済一喝』 - 橋本雅邦筆、1897年[3]